# Helge Bohlin
Helge Einar Adolf Bohlin, född 17 september 1892 i Äspereds församling i dåvarande Älvsborgs län, död 15 februari 1973 i Malmö Sankt Johannes församling i dåvarande Malmöhus län, var en svensk skolledare och facklitteraturförfattare.

## Biografi

### Bakgrund och utbildning
Helge Bohlin var son till handelsresande Samuel Bohlin och Anna Johansson. Efter studentexamen i Göteborg 1911 följde akademiska studier, som resulterade i att han blev filosofie kandidat och filosofie magister vid Lunds universitet 1915 samt filosofie licentiat vid Stockholms högskola 1947.

### Karriär
Han blev assistent vid tekniska högskolan i Danzig 1917, amanuens vid Riksförsäkringsanstalten (RFA) 1920, lektor i fysik och elektroteknik vid Högre tekniska läroverket i Härnösand 1921, och rektor där 1937. Därefter var han rektor vid Högre tekniska läroverket i Malmö 1947–1959.
Bohlin författade ett flertal böcker, bland annat Elektrotekniska grundbegrepp (1929), Elektricitetslära och elektroteknik (1937), Elektriska och magnetiska fält i världsrymden (1952), Solsystemet, en byggnad med pythagoreisk arkitektur (1954), Några enkla beräkningar kring rymdraketens dynamik (1958) och En egendomlig lagbundenhet hos solsystemet (1956).
Han var styrelseledamot i Hermods från 1955 och ordförande i Astronomiska Sällskapet Tycho Brahe.

### Familj
Helge Bohlin gifte sig 1923 med Eva Elsner (1897–1985), dotter till stationsinspektor Carl Elsner och Elin Larsson. De fick tre barn: Gullan Bornemark (född 1927), Ingemar Bohlin (född 1935) och Christina Anderberg (född 1938).
Han är begravd på Limhamns kyrkogård.

## Utmärkelser
- Kommendör av Nordstjärneorden (KNO).[3]